# Ягодный (Забайкальский край)
Я́годный — посёлок в Читинском районе Забайкальского края России.
Население — 164 чел. (2021)

## География
Расположен между озёрами Большой Хутэл-Нур и Малый Хутэл-Нур в бассейне реки Хилок, в 12 км к северу от центра сельского поселения, села Сохондо. По автодороге до Читы - 114 км.

## История
В 1966 г. указом президиума ВС РСФСР поселок при доме инвалидов переименован в Ягодный.

## Основная информация
В посёлке имеется библиотека и фельдшерско-акушерский пункт. Основное занятие жителей — сельскохозяйственное производство в личных подсобных хозяйствах.

## Население
| 2010 | 2021 |
| ---- | ---- |
| 359  | ↘164 |

## Разное
Входит в Перечень населенных пунктов Забайкальского края, подверженных угрозе лесных пожаров